# Erland Brand
Erland Peter Brand, född 5 oktober 1922 i Arvika, död 17 oktober 2020 i Annedals församling, Göteborg, var en svensk målare, grafiker och illustratör som bodde och verkade i Göteborg.

## Biografi
Erland Brand föddes i Arvika 5 oktober 1922 som son till målarmästare och amatörkonstnären Johan Brand (1883–1955) och Ester Matilda Brand född Pettersson (1895–1994). Han var syssling med konstnärerna Lars Ridderstedt och Per Åhlin. Han var gift med konstnären Inga Brand, född Brorson, med vilken han har en son och en dotter.

### 1940–1968; utbildningstiden, grafiken och oljemåleriet
Tidigt intresserade sig Brand för konst och tog bland annat teckningskurser för Wolf Pagrotsky. Efter militärtjänstgöringen kom han 1944 in på Slöjdföreningens skola där han var elev för Nils Wedel. Hösten 1947 blev han antagen till Göteborg Musei rit- och målarskola, numera Valands konsthögskola som elev för Endre Nemes. Vid denna tid inspirerades Brand av kubismen, surrealismen, Paul Klee och Göteborgskoloristerna. Redan i slutet av 1940-talet var han med på sina första samlingsutställningar, bland annat på Nationalmuseums Unga Tecknare 1946–1947 och på elevutställningar på Göteborgs konsthall 1948 och 1949. Han träffade han sin blivande fru 1953, textilkonstnären Inga Brorson och de gifte sig året därpå. 1953 var han tillsammans med ett antal studiekamrater från Valand med på den uppmärksammade utställningen 7 Göteborgare på Galerie Blanche i Stockholm vilken senare även visade på Göteborgs Konsthall. Från denna utställning, där han visade oljemåleri och grafik, köptes verk av både Göteborgs konstmuseum och Nationalmuseum. 1955 deltog han i sina första internationella utställningar och sin första separatutställning hade han 1958 på Galerie Blanche. En annan viktig separatutställning hade han 1964 på Konstakademin i Stockholm. Under 1960-talet ställdes han flitigt i Sverige och Internationellt. Exempelvis mottog han 1960 Guggenheim Internationl Award, kring mitten av 1960-talet var han en av konstnärerna i vandringsutställningen 12 swedish Painters som visades runt om i USA, 1964 deltog han i samlingsutställningen Modern svensk grafik i Sovjetunionen och året därefter på biennalen The ( International Art Exhibition of Japan i Tokyo. Åren 1963–1966 var han lärare i grafik på Konstskolan Valand och han har varit lärare på Gerlesborgsskolan vid ett antal tillfällen. Brand finns även representerad vid bland annat Moderna Museet i Stockholm, Hallands konstmuseum  och Nordiska akvarellmuseet.

### 1968–1995; Gobelänger och grafiska akvareller

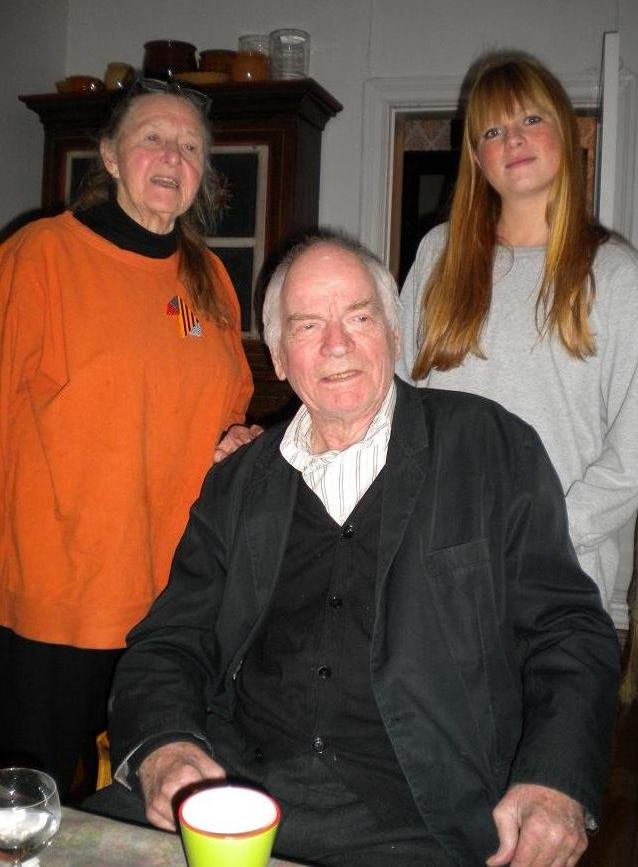
Erland Brand, tillsammans med sin fru, textilkonstnären Inga Brand och deras barnbarn.

1968 slutade han med oljefärg och året därpå med grafik och fokuserade istället på akvarell och teckning. Under 1970-talet gjorde han ett antal offentliga utsmyckningar, bland annat gobelänger tillsammans med sin fru Inga, och han arbetade även i emalj.  I slutet av 1970-talet börjar han experimentera med en sort pixelartat akvarellmåleri i storskaliga bilder. Han kallar dem själv för grafiska akvareller och de presenterades första gången på Arvika Konsthall 1984 tillsammans med teckningar från 1950-talet. Mot slutet av 1980-talet arbetar han med collage och assemblage och han börjar göra en sorts lådor runt sina målningar. Självporträttet blir allt mer närvarande i hans i övrigt ganska abstrakta bildvärld. 1986 ställer han ut tillsammans med Barbro Bäckström på Prins Eugens Waldemarsudde och 1995 produceras en stor retrospektiv utställning som visas på både Göteborgs Konstmuseum och på Konstakademien.

### 2000-talet; retrospektiver, självporträtt och teckningar
År 2000 presenteras han i en separatutställning på Moderna Museet. Intresset för hans teckningar är stort och 2008 utgavs boken Huvuden som övergår i landskap som samlar en stor mängd av hans svartvita tuschteckningar från 1950-talet och framåt. 2011 visades delar av dessa teckningar på en utställning tillsammans med graffitikonstnären NUG på Konstakademien i Stockholm, och 2014 presenterades cirka 300 teckningar och 130 självporträttsmålningar på Göteborgs Konsthall.

## Förfilateli och inkomstgaranti
Utöver sitt konstnärskap var Erland Brand även en stor kännare av förfilateli, det vill säga brevförsändelser från tiden före frimärket, och 1974 gav han ut boken Bland kronor, slingor och fjädrar i ämnet.
Erland Brand hade en garanterad inkomst på minst fem prisbasbelopp per år genom den statliga inkomstgarantin för konstnärer. Han är begravd på Stampens kyrkogård i Göteborg.